# Агустін Матата Поньйо
Агустін Матата Поньйо Мапон (нар. 5 червня 1964) — конголезький політичний діяч, 23-й прем'єр-міністр країни з 18 квітня 2012 до 17 листопада 2016 року. До цього (2010—2012) обіймав посаду міністра фінансів.